# Румунска кухиња
Румунска кухиња (рум. Bucătăria românească) је разноврстан спој различитих јела из неколико традиција са којима је дошао у додир, али задржава и свој карактер. На њу су углавном утицале турска и низ европских кухиња, посебно са Балкана, или мађарска кухиња, као и кулинарски елементи који потичу из кухиња источне и централне Европе.
Румунска кухиња обухвата бројна празнична јела распоређена према поменутом годишњем добу и празнику будући да земља вуче корене из Источне православне цркве. Румунска јела се састоје од поврћа, житарица, воћа, меда, млека, млечних производа, меса и дивљачи.
Једно од најчешћих јела је мамалига, претеча паленте, која се служи самостално или као прилог. Свињетина је главно месо које се користи у румунској кухињи, али се конзумира и говедина, јагњетина и риба.
Вино је омиљено пиће, а румунско вино има традицију дугу преко три миленијума. Румунија је тренутно девети највећи произвођач вина у свету, а недавно је почело да расте извозно тржиште.
Према подацима ФАОСТАТ-а из 2009. године, Румунија је други највећи произвођач шљиве у свету (после Сједињених Држава).

## Историја
У историји румунске кулинарске књижевности Костаке Негруци и Михаил Когалнићану били су састављачи кувара „200 испробаних рецепата за јела, пецива и друге ствари за домаћинство" штампаних 1841. године. Такође, Негруци пише у „Александру Лапушнеануу”, „У Молдавији у то време није била у моди фина храна. Највећа гозба нудила је само неколико врста јела. После борса следила су грчка јела, кувана са зачинским биљем које је плутало у путер, и на крају космополитски одресци".
Сир је део румунске кухиње од античке историје. Брнза је генерички израз за сир на румунском; изворно је дачка реч. Традиционална дачка кухиња укључивала је поврће (сочиво, грашак, спанаћ, бели лук) и воће (грожђе, јабуке, малине) са високим нутритивним вредностима. Дачани су производили вино у огромним количинама. Буребиста, дачки краљ, љут због злоупотребе вина својих ратника, посекао је винову лозу. Као такав, његови људи су одустали од вина.
Римљани су помогли у увођењу различитих пецива направљених од сира. Увели су и различите варијације просене каше.
Кукуруз и кромпир су постали главна румунска кухиња након што су ушли у Европу. Кукуруз је посебно допринео побољшању здравља и исхране Румуна у 16. и 17. веку, што је резултирало бумом становништва.
Око три века, Влашка и Молдавија, две средњовековне румунске кнежевине, биле су под благим утицајем својих разних суседа, попут Османског царства. Османска кухиња је променила румунску трпезу са предјелима од разног поврћа, попут патлиџана и паприке, као и разним месним препаратима, попут кифтеле (пржене ћуфте). Различите врсте чорбе и чорбе од меса и поврћа, као што су пасуљ, пуњене паприке и сармале (пуњени купус) су под утицајем турске кухиње. Румунска парадајз салата је варијација турске чобан салате.

## Списак јела

### Супе
- Борш су ферментисане пшеничне мекиње, средство за кисељење за чорби.
- Ћорба је традиционална румунска кисела супа
  - Ћорба де перишоаре (супа од ћуфте)
  - Ћорба де фасоле ку афуматура (супа од пасуља и димљеног меса)
  - Ћорба де легуме (супа од поврћа)
  - Ћорба де пеште „ка-н Делта” (рибља чорба припремљена у стилу делте Дунава)
  - Ћорба де пуи је пилећа супа
  - Ћорба де лобода је супа од црвеног ораха
  - Ћорба де сфекла, слично Боршчу
  - Сторћаг, рибља чорба са павлаком и јајетом, укисељена сирћетом или лимуновим соком.
- Супа (генерички назив за слатке (обично бистре) супе, направљене од самог поврћа или у комбинацији са живином и говедином).

### Јела од меса
- Картабош - кувана кобасица направљена од млевених свињских органа и пиринча, пуњена у свињском омоту
- Крнаци - кобасица од белог лука
- Кифтеле - врста велике ћуфте прекривене презлом или кором од брашна
- Фригаруи - шиш-кебаб у румунском стилу
- Лимба ку маслине - крављи језик са маслинама
- Мититеи (мићи) - ролнице од млевеног меса на жару
- Мусака - пита од патлиџана, кромпира и меса
- Паприкаш - Пилећи паприкаш
- Гулаш
- Пифтие - припрема овог јела је слична француском деми-глацеу . Свињски темељац редукује се динстањем, које се ставља у посуде, и зачини белим луком и слатком паприком у праху. Затим се додаје кувано свињско месо и остави да се охлади. Охлађена течност има желатинасту конзистенцију.
- Сармале - млевено месо са пиринчем, умотано или у кисело лишће купуса или у листове винове лозе
- Сланина - свињска маст, често димљена
- Шницел - свињски, телећи или говеђи панирани котлет (разноврсне бечке шницле)
- Стуфат - чорба од јагњетине, лука и белог лука
- Тоба - свињска кобасица (обично свињски стомак, пуњен свињским желеом, јетром и кожом)
- Токитура - румунски гулаш од свињског меса прженог на коцкице, сервиран са малигом и вином
- Варза калита - парени купус са свињским ребрима, паткицом или кобасицама
- Виршли - врста кобасице која се прави од мешавине козе или јагњетине са свињетином

### Јела од рибе
- Кифтеле де пеште - рибљи колач
- Крап пане - поховани филе шарана
- Гивећи ку пеште - рибља чорба са поврћем
- Макроу афумат - димљени филе скуше
- Новак афумат дин цара Брсеи - филе димљеног шарана, регистрован као румунски производ заштићене географске ознаке (ЗГИ) у Европској унији [6]
- Пана де сомн расол - сом у саламури са белим луком
- Плакие дин пеште - рагу од речне рибе са поврћем
- Паприкаш де пеште - рибљи паприкаш
- Тарамо салата, традиционално направљена од шарана, штуке или разних врста морске рибе
- Сарамура де крап - шаран у саламури
- Скрумбие де Дунаре афумата - димљена аlosa immaculata, регистрована као румунски производ заштићене географске ознаке (ПГИ) у Европској унији [7]

### Јела од поврћа
- Ардеи умплуци - пуњене паприке
- Довлећеи умплуци - пуњене тиквице
- Гивећи - национално јело Румуније; паприкаш од поврћа сличан бугарском ђувечу [8][9]
- Фасоле батута - румунски пржени пасуљ, користи се бели или канелини пасуљ, уз додатак маслиновог или сунцокретовог уља и млевеног белог лука. Јело се традиционално служи са прженим луком као украс.
- Мамалига - каша од кукурузног брашна, позната и као палента у румунском стилу.
- Мнкаре де мазаре - чорба од грашка
- Мнкаре де праз - чорба од празилука
- Пилаф - јело од пиринча, поврћа и комада меса (опционо). Месо су обично изнутрице, крилца и органи пилетине, свињетине или јагњетине
- Закуска - намаз од поврћа који се састоји од печеног патлиџана, динстаног лука, парадајз пасте и печене црвене паприке

## Салате
- Ардеи копци - салата од печеног бибера, са сирћетом и сунцокретовим или маслиновим уљем
- Муратури - начин кисељења различитог воћа и поврћа
- Муждеи - сос од згњеченог белог лука
- Салата де боеуф - млевено месо са куваним поврћем, мајонезом и мало сенфа
- Салата де винете - печени и ољуштени патлиџани, сецкани лук и со помешани са уљем или мајонезом
- Салата ориентала - салата од кромпира са јајима, луком и маслинама
- Салата де сфекла - салата од цвекле
- Салата де рошии - парадајз салата, са нарезаним луком, паприком и краставцем.

## Сиреви
Генерички назив за сир у Румунији је брнза и сматра се да је дачког порекла. Већина сирева се прави од крављег или овчијег млека. Козје млеко се ретко користи. Овчији сир се сматра „правим сиром“.
- Брнза де бурдуф је умесени сир припремљен од овчијег млека и традиционално пуњен у овчији стомак; снажног је укуса и полумеке текстуре
- Брнза топита је топљени сир
- Бранза 'н кошулец
- Каш је полумеки свеж бели сир, неслан или слабо сољен, ускладиштен у саламури, који се једе свеж (не може се конзервисати), традиционални, сезонски производ
- Кашкавал  је полутврди сир од овчијег или крављег млека, традиционални производ.[10]
- Ементалер, индустријски производ
- Телемеа, бели сир од крављег или овчијег млека, нејасно сличан фети.Традиционална „Телемеа де Ибанешти“ је врста телемеа регистрована као румунски производ са заштићеном ознаком порекла (ПДО) у Европској унији, док је „Телемеа де Сибиу“ регистрован као румунски производ заштићене географске ознаке (ПГИ) у Европска унија [10][11] .
- Урда - прави се кувањем сурутке оцеђене из крављег или овчијег млека док се преостали протеини не таложе и могу да се сакупе, традиционални производ
- Заматиса - врста свежег сира

## Десерти
- Аливенћи, пита од кукуруза и сира у слатким и сланим варијантама. Традиционални десерт у источној Румунији и Молдавији.

- Амандине - чоколадни бисквит са филом од бадема и чоколаде, глазиран у чоколади
- Клатите - палачинке
- Колива - кувана пшеница, помешана са шећером и орасима (често украшена слаткишима и шећером у праху; дели се на сахранама и меморијалним церемонијама)
- Ковриђи - переца [12]
- Козонак - врста столена од дизаног теста у коју се пре печења мешају млеко, јаја, шећер, путер и други састојци
- Галуште - кнедле са шљивама, посластица од пире кромпира и теста од брашна пуњена свежим шљивама
- Гогоши – тј. крофне
- Алва (халва)
- Лапте де пасаре - шненокле, буквално "птичје млеко", крем од ваниле украшена "плутајућим острвима" умућених беланаца
- Младенци / сфинцишори (мућенићи) - слатка пецива (у облику „8“, направљена од куваног или печеног теста, украшена орасима, шећером или медом, једу се једног дана у години, 9. марта) [13]
- Сутлијаш (орез ку лапте) - Пудинг од пиринча
- Папанаши - врста крофни која се прави од мешавине слатког сира, јаја и гриза, кувана или пржена и сервирана са воћним сирупом или џемом и павлаком
- Плаћинта - традиционално пециво [10]
- Турта дулће - медењак

## Пића
- Афината - ликер направљен од афине, тј. воћке која је слична северноамеричкој боровници
- Бере - пиво
- Кафа (кафеа)
- Чај (ћаи)
- Хоринка је ракија од шљиве или јабуке, произведена у северном делу земље (Марамуреш)
- Муст - сок од грожђа
- Палинка је јака, двоструко дестилована воћна ракија произведена у Трансилванији
- Пелин де маи је вински специјалитет
- Ракија може да се прави од било ког воћа (осим шљиве), док је реч "цуика" резервисан искључиво за разне ракије од шљиве.
- Сана је врста јогурта за пиће
- Сироп - припремљен од сирупа од јеле, бора, боровнице, боровнице, малине или јагоде, са различитим врстама меда или шећера
- Шлибовица, тј. шљивовица која се производи у Банату.
- Турт је јака, двоструко дестилована ракија од шљиве, која је добила име по селу Турт у северозападној Румунији.
- Вотка

## Други извори
- Ницолае Клеппер, Укус Румуније, Хипоцрене, Њујорк, 1999. 978-0-7818-0766-1 , 0-7818-0766-2